# Dardanus pedunculatus
Bernard l'ermite à yeux verts
Espèce
Dardanus pedunculatus, communément nommé Bernard l'ermite à yeux verts, est une espèce de crabes marins de la famille des Diogenidae. Attention au risque de confusion car Dardanus pedunculatus partage le même nom vernaculaire avec Dardanus tinctor.

## Répartition
Le Bernard l'ermite à yeux verts est présent dans les eaux tropicales de la région Indo-Pacifique, mer Rouge et archipel d'Hawaï inclus,.

## Description
Sa taille varie de 6 à 10 cm au maximum.

## Comportement

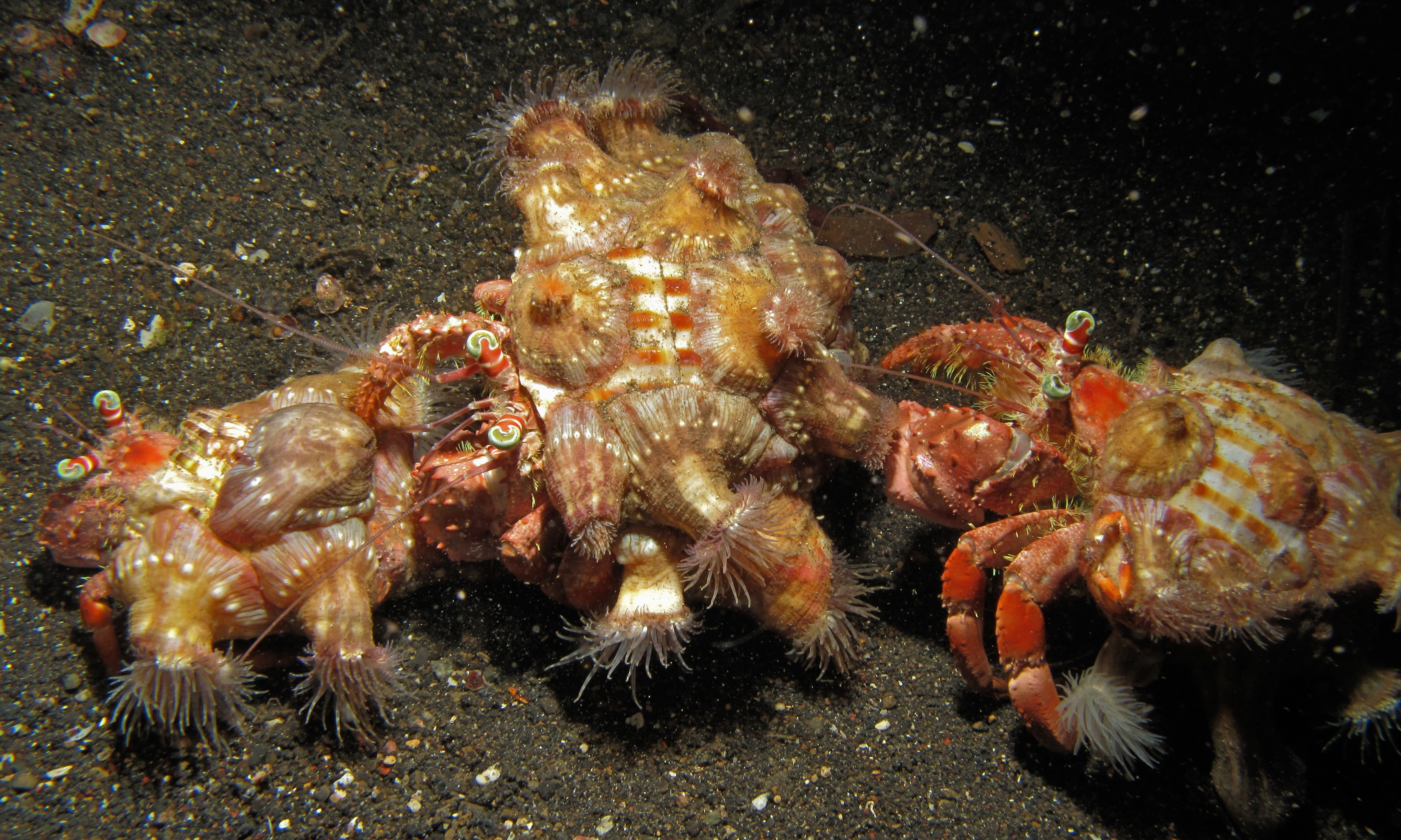
Groupe de Bernard l'ermite portant des anémones (Salawesi, Indonésie)

Ce Bernard l'ermite est capable de se protéger de son principal prédateur qu'est le poulpe en installant lui-même des anémones de mer très urticantes sur la surface de sa coquille qu'il conserve même quand il change de coquille. Il choisit exclusivement des anémones Calliactis polypus.

## Synonymie
- Cancer pedunculatus Herbst, 1804 (transféré vers Pagurus par Olivier (1812))
- Dardanus asper (De Haan, 1849) (synonyme junior de D. pedunculatus)
- Dardanus haani Rathbun, 1903 (synonyme junior)
- Neopagurus horai Kamalaveni, 1950 (synonyme junior)
- Pagurus asper De Haan, 1849
- Pagurus haani Rathbun (synonyme junior)
- Pagurus pedunculatus (Herbst, 1804)
- Pagurus sigmoidalis Zehntner, 1894 (synonyme junior)

## Galerie

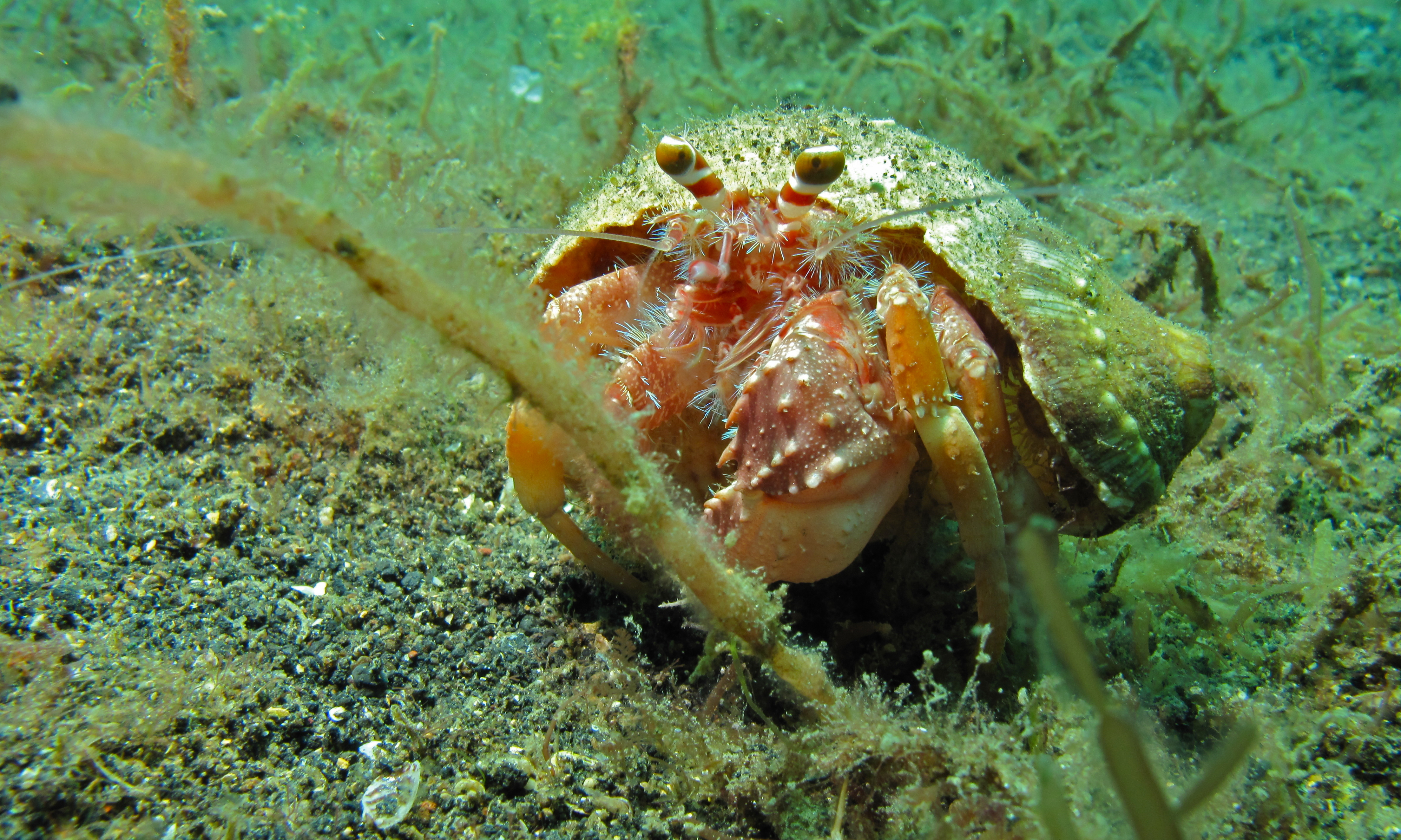
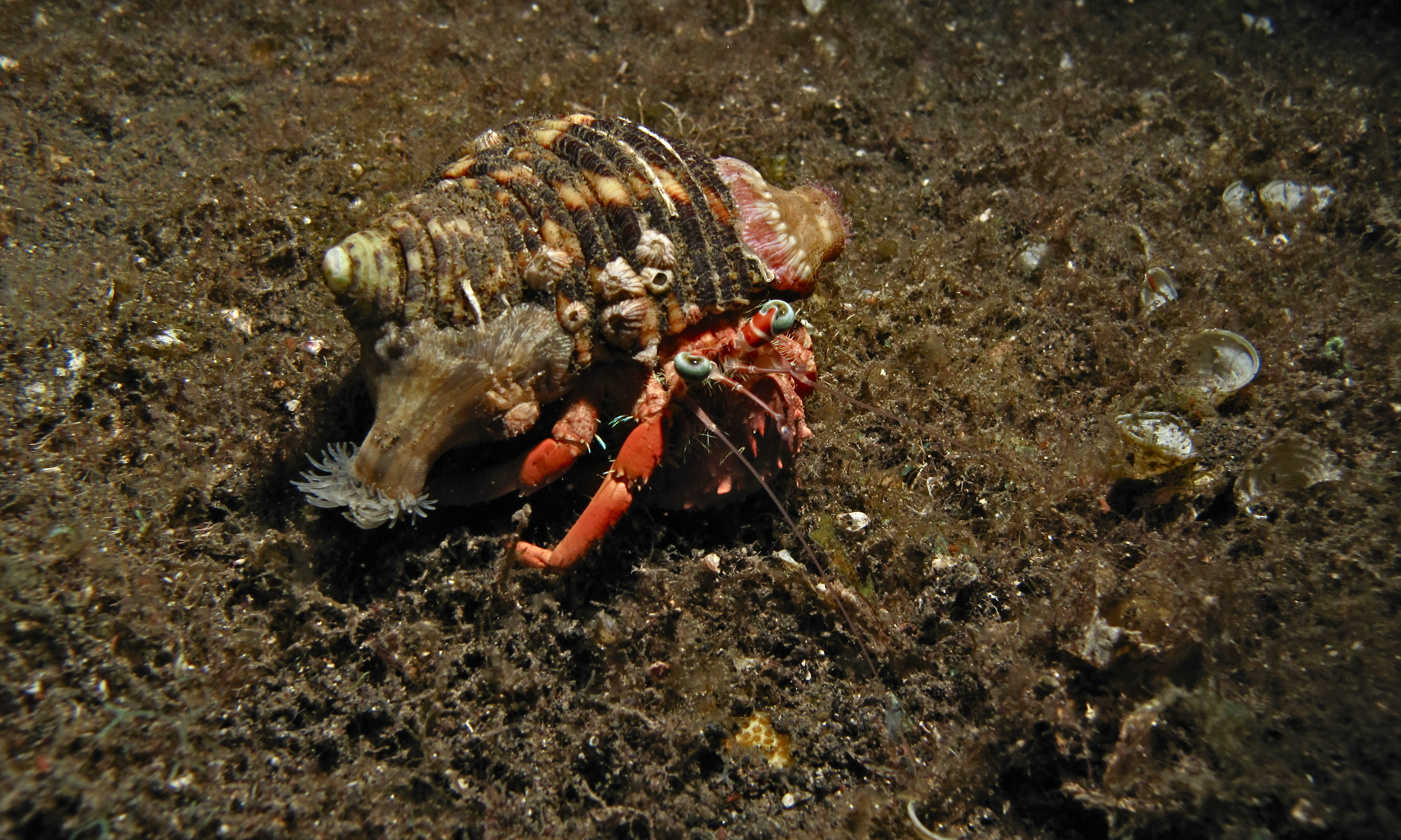
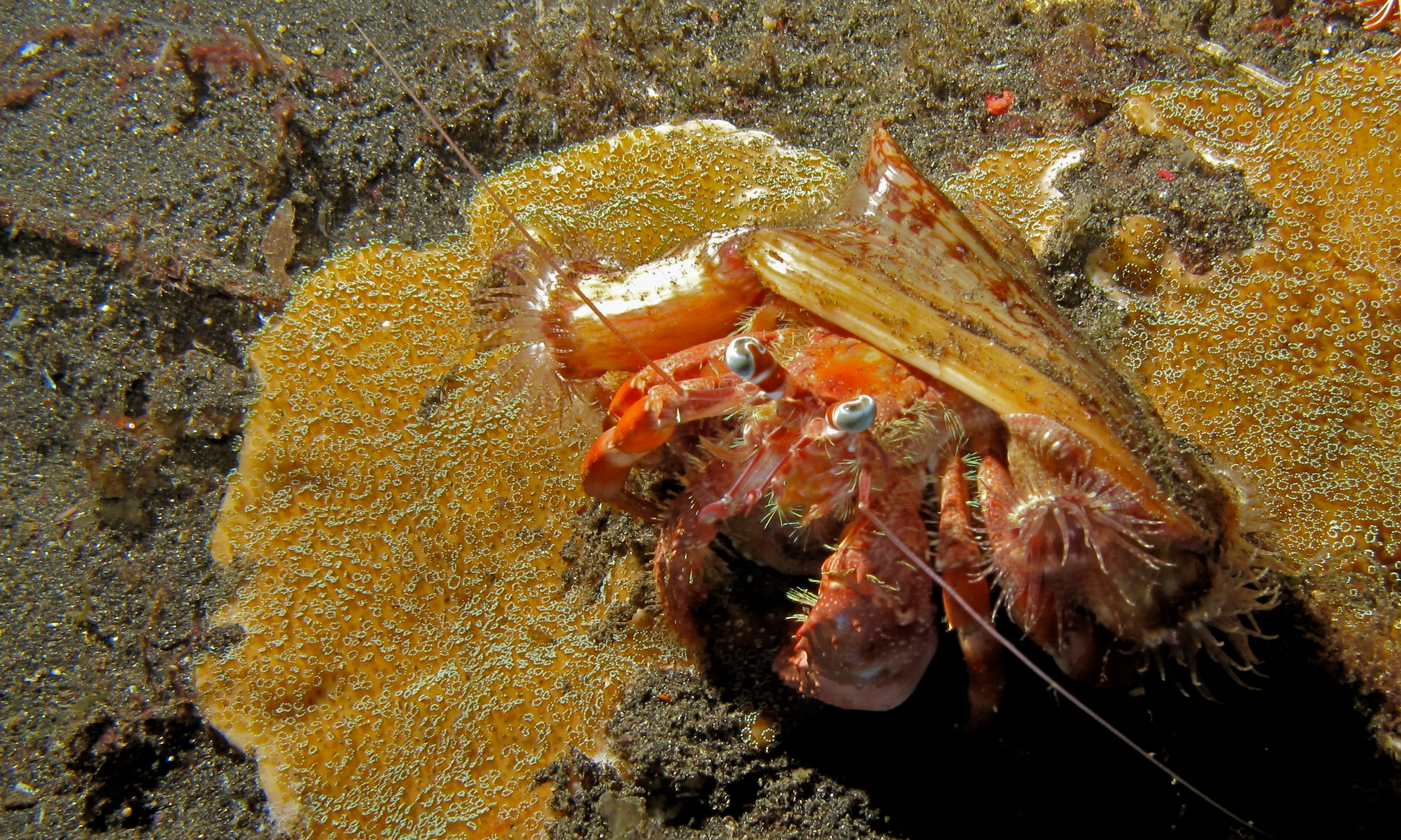
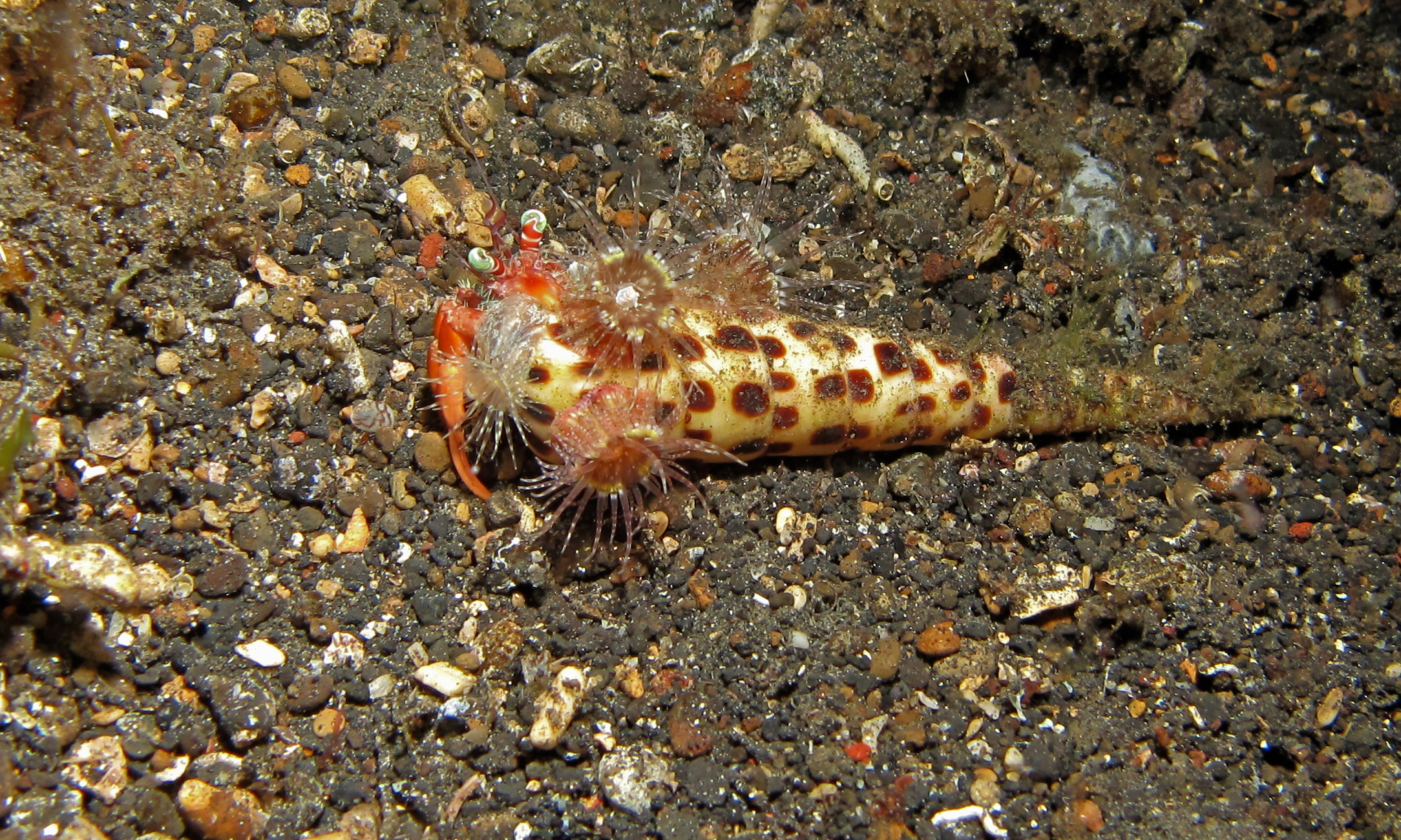